# Крикштапонис, Юозас
Юо́зас Крикштапо́нис (лит. Juozas Krikštaponis, 1 марта 1912, село Ужуленис, Вилькомирский уезд, Ковенская губерния — 12 января 1945, около села Ужуленис, Укмергский уезд, Литовская ССР) — литовский офицер. Один из лидеров литовского антисоветского подполья. Коллаборационист в годы Второй мировой войны. Ряд источников обвиняет Крикштапониса в участии в геноциде евреев.

## Биография
Родился 1 марта 1912 года в деревне Ужуленай. Племянник Антанаса Смятоны. Окончил гимназию в Мариямполе. В 1934 году окончил Каунасское военное училище и получил звание младшего лейтенанта. Служил во 2-м пехотном полку литовской армии. В 1936 году получил звание лейтенанта.
В 1940 году после присоединения Литвы к СССР назначен инструктором по физической культуре в 184 стрелковую дивизию Красной Армии. После нападения Германии на СССР дезертировал из Красной Армии. 1 августа 1941 года стал командиром роты национального трудового охранного батальона. 25 августа переведен во 2-й литовский батальон шуцманшафта, которым руководил Антанас Импулявичюс. С февраля 1942 года служил в 12-м литовском батальоне шуцманшафта. Участвовал в убийствах гражданского населения и советских военнопленных на территории Белоруссии. В сентябре 1942 года уволен в запас. В 1943 году присоединился к Литовской освободительной армии. В 1944 году назначен начальником 6-й роты Литовского местного отряда. В декабре 1944 года назначен руководителем округа Витис литовских партизан. В январе 1945 года погиб в перестрелке с войсками НКВД вблизи села Ужуленис Укмергского уезда Литвы.

## Память

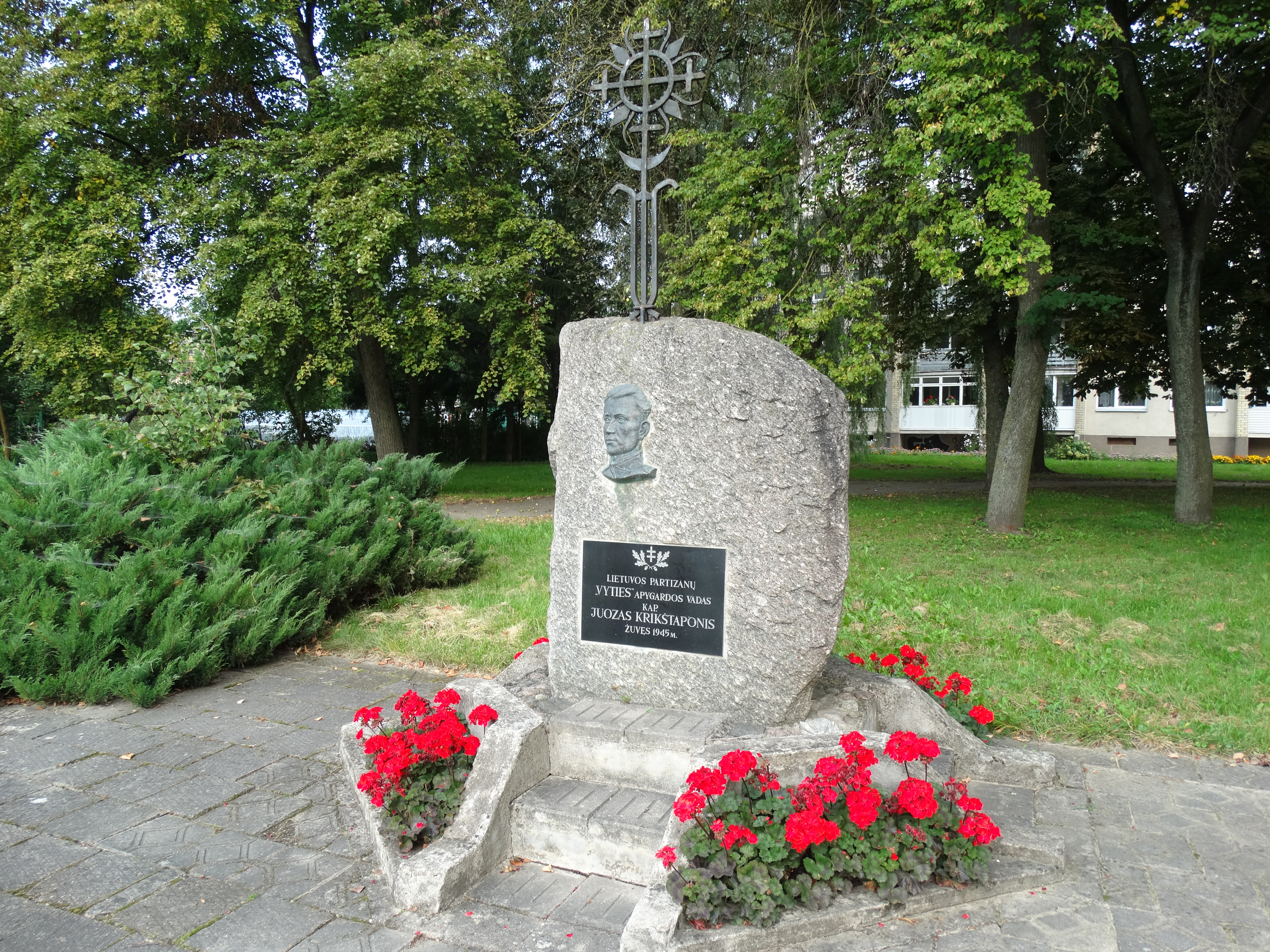
Памятный камень Ю. Крикштапонису в Укмерге

- В 1949 году именем Крикштапониса назван отряд литовских партизан округа Витис.
- В 1996 году площадь в городе Укмерге на улице Витауто названа в честь Крикштапониса. В том же году установлен памятный камень.
- В 2002 году году президент Литвы Валдас Адамкус посмертно наградил Крикштапониса званием полковника.

Увековечивание памяти Криштапониса вызвало протесты. В частности, сотрудник Института истории Литвы Миндаугас Поцюс сказал: «У историков нет никаких сомнений относительно участия Крикштапониса в массовых убийствах евреев и других мирных жителей». Протесты против глорификации Крикштапониса заявляли еврейские общественные деятели в Литве, Центр Симона Визенталя и посол США.